# Counter Logic Gaming
Counter Logic Gaming (kurz CLG) war ein im April 2010 gegründetes E-Sport-Team. Es war zunächst vor allem in der Disziplin League of Legends bekannt, wo es – zusammen mit Team SoloMid und Cloud 9 – zu den populärsten Teams Nordamerikas zählte, obwohl das Team zwischen August 2011 und August 2015 keinen einzigen großen Titel gewinnen konnte.
Zwischen Dezember 2011 und Dezember 2012 war neben dem nordamerikanischen Team auch ein europäisches Team unter dem Namen CLG.EU unter Vertrag, welches ebenfalls zur Weltspitze gehörte. Im Dezember 2012 wechselte das Lineup komplett zur Organisation Evil Geniuses. Sowohl das nordamerikanische als auch das ehemalige europäische CLG-Team haben jeweils deutlich mehr als hunderttausend US-Dollar Preisgeld erspielt.
2012 hatte die Organisation auch für einige Monate ein Team in der Disziplin Dota 2 unter Vertrag, das in mehreren kleineren Ligen und Turnieren etwa 15.000 Dollar Preisgeld erspielte. 2016 gewann das Team die erste Halo World Championship.
2023 erfolgte die Auflösung von CLG.

## Geschichte
CLG wurde im April 2010 gegründet und gewann im Herbst 2010 mit den World Cyber Games das erste bedeutende Turnier, das in League of Legends ausgetragen wurde.
2011 erzielte das Team bei der (auf der DreamHack Summer ausgetragenen) Riot Season 1 World Championship den fünften Platz. Mit dem Intel Extreme Masters in Köln und der MLG in Raleigh gewann das Team dafür wenig später zwei weitere Turniere. Bis Herbst 2012 folgten weitere vordere Platzierungen bei IEM, MLG und der IGN ProLeague; allerdings konnte das Team keines der Turniere gewinnen. Das im Dezember 2011 verpflichtete europäische Team um Midlaner Henrik „Froggen“ Hansen (CLG.EU) gewann hingegen mit der DreamHack Summer 2012 ein großes Turnier.

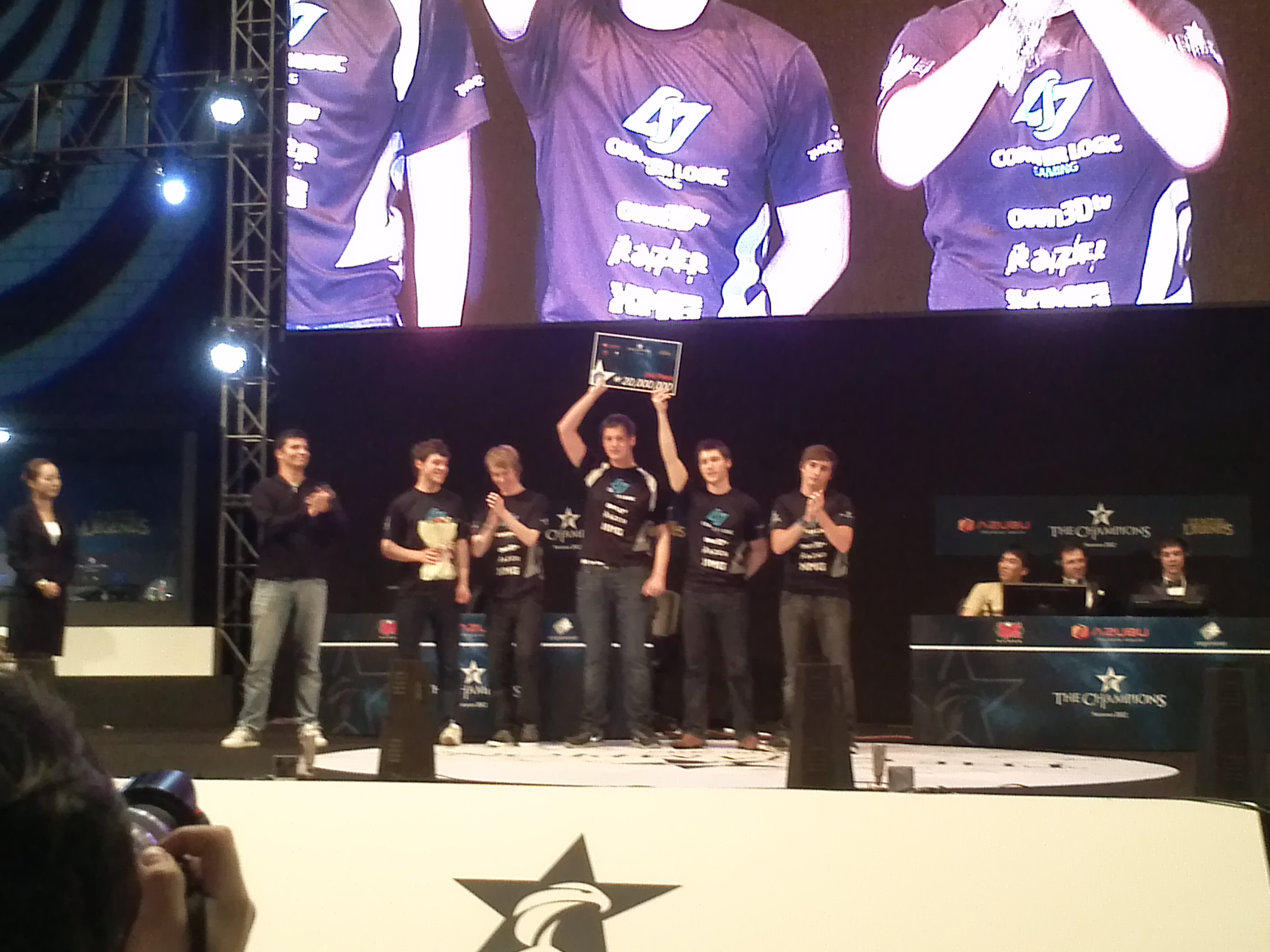
CLG.EU im Finale von OGN Champions in Südkorea

Im Frühling des Jahres 2012 nahm das nordamerikanische CLG-Team (CLG Prime) in Südkorea am OGN Azubu The Champions Spring teil. Dort erreichte das Team das Viertelfinale. Für die darauffolgende OGN Champions Summer-Season zogen beide CLG-Mannschaften für drei Monate nach Korea. CLG.EU erreichte dort den zweiten Platz, während CLG Prime erneut im Viertelfinale ausschied.
Beiden Mannschaften gelang im Herbst 2012 die Qualifikation für die Riot Season 2 World Championship, die mit einem Preisgeld von insgesamt 2 Millionen US-Dollar zum damaligen Zeitpunkt das höchstdotierte E-Sport-Turnier aller Zeiten war. Mit dem geteilten neunten Platz gewann CLG Prime 50.000 US-Dollar, CLG.EU zog sogar ins Halbfinale ein und sicherte sich ein Preisgeld von 150.000 Dollar. CLG.EU wurde kurz darauf noch Zweiter auf der DreamHack Winter 2012, bevor das Team geschlossen zur Organisation Evil Geniuses wechselte.
Das nordamerikanische CLG-Team spielt seit Anfang 2013 in der neugeschaffenen Profiliga LCS und befand sich dort 2013 im Mittelfeld der Tabelle. Die Qualifikation für die wieder mit etwa 2 Millionen Dollar dotierte Riot Season 3 World Championship wurde allerdings verpasst. Im Juli 2013 verpflichtete CLG OGN-Kommentator Christopher „MonteCristo“ Mykles als Coach des Teams. Kurz zuvor trat Co-Gründer George „HotshotGG“ Georgallidis als professioneller Spieler zurück und wechselte ins Management.
Im Oktober 2013 verließ mit Steve „chauster“ Chau  das letzte Mitglied der Originalbesetzung das Team. Mit dem deutschen Spieler Marcel „dexter“ Feldkamp wurde im November 2013 erstmals ein europäischer Spieler verpflichtet, der nach einem vorübergehenden Visumproblem 2014 als Jungler für CLG spielte. Nach einer enttäuschenden Saison und der verpassten Qualifikation für die Weltmeisterschaft wurde das Team erneut auf der Top- und Jungleposition umbesetzt. 2015 gewann das Team erstmals seit mehreren Jahren mit dem LCS Summer Split wieder ein großes Turnier und qualifizierte sich somit auch für die Weltmeisterschaft, schied dort jedoch in der Gruppenphase als Gruppenletzter aus.
Im Oktober 2015 gab CLG bekannt, sich nach 4 Jahren von Yiliang „Doublelift“ Peng aufgrund von internen Differenzen getrennt zu haben.
Mitte Januar 2015 verpflichtete die Organisation ein nordamerikanisches Roster in Counter-Strike: Global Offensive. Das Lineup konnte sich im Februar 2015 für die ESL One Katowice 2015 qualifizieren.

## Spieler

### League of Legends

#### CLG NA
- Kim „Ruin“ Hyeong-min (Top, seit Mai 2019)
- Raymond „Wiggily“ Griffin (Jungle, seit Dez. 2018)
- Lee „Crown“ Min-Ho (Mid, seit Nov. 2019)
- Trevor „Stixxay“ Hayes (AD, seit Jan. 2016)
- Andy „Smoothie“ Ta (Support, Nov. 2019)

ehemalige Spieler (Auswahl)
- Tristan „PowerOfEvil“ Schrage (Mid, Nov. 2018–Nov. 2019)
- Jaehyun „Huhi“ Choi (Mid, Mai 2015–Nov. 2018)
- Darshan „Darshan“ Upadhyaha (Top, Nov. 2014–Jul. 2019)
- Cody „Elementz“ Sigfusson (Support, Apr. 2010–Okt. 2011)
- Brandon „Saintvicious“ DiMarco (Jungle, Feb. 2011–Apr. 2012)
- Choi „Locodoco“ Yoon-seop (Support, Okt. 2012–Dez. 2012)
- George „HotshotGG“ Georgallidis (Top/Jungle, Apr. 2010–Mai 2013)
- Steve „chauster“ Chau (Jungle/AD/Support, Apr. 2010–Okt. 2013)
- Michael „bigfatlp“ Tang (Jungle/Mid, Apr. 2010–Nov. 2012, Mai 2013–Okt. 2013)
- Zach „Nientonsoh“ Malhas (Top, Mai 2013–Mai 2014)
- Marcel „dexter“ Feldkamp (Jungle, Jan. 2014–Okt. 2014)
- Shin „Seraph“ Woo-yeong (Top, Mai. 2014–Nov. 2014)
- Austin „Link“ Shin (Mid, Dez. 2012–Mai 2015)
- Yiliang „Doublelift“ Peng (AD, Nov. 2011-Okt. 2015)
- Eugene „Pobelter“ Park (Mid, Mai 2015–Okt. 2015)
- Jake „Xmithie“ Puchero (Jungle, Dez. 2014–Mai 2017)

#### CLG Academy
- Kevin „fallenbandit“ Wu (Top, seit Nov. 2016)
- Omar „OmarGod“ Amin (Jungle, seit Nov. 2016)
- Jean-Sébastien „Tuesday“ Thery (Mid, seit Nov. 2016)
- Osama „Zag“ Alkhalaileh (AD, seit Nov. 2016)
- Lee „Fill“ Hyo-won (Support, seit Nov. 2016)

#### CLG EU
ehemalige Spieler (Dez. 2011–Dez. 2012)
- Mike „Wickd“ Petersen (Top)
- Stephen „Snoopeh“ Ellis (Jungle)
- Henrik „Froggen“ Hansen (Mid)
- Peter „Yellowpete“ Wüppen (AD)
- Mitch „Krepo“ Voorspoels (Support)

### Counter-Strike: Global Offensive

#### CLG
- Steve „reltuC“ Cutler (seit Jan. 2015)
- Ethan „nahtE“ Arnold (seit Aug. 2016)
- Kenneth „koosta“ Suen (seit Juni 2016)
- Pujan „FNS“ Mehta (Jan. 2015–Dez. 2017, seit Jan. 2017)
- Ricky „Rickeh“ Mulholland (seit Mär. 2016)

ehemalige Spieler
- Peter „ptr^“ Gurney (Jan. 2015–Apr. 2015)
- Jacob „FugLy“ Medina (Jan. 2016–Juni 2016)
- Josh „jdm64“ Marzano (Juni 2015–Juni 2016)
- Faruk „pita“ Pita (Coach, Dez. 2015–Juli 2016)
- Tarik „tarik“ Celik (Jan. 2015–Juli 2016)
- Garett „Grt“ Bambrough (Coach, Aug. 2016–Sep. 2016)
- James „hazed“ Cobb (Jan. 2015–Dez. 2016)
- Yassine „Subroza“ Taoufik (Aug. 2016–Feb. 2017)
- Chet „ImAPet“ Singh (Coach, Dez. 2016–Juni 2017)

#### CLG Red
- Diane „di^“ Tran (seit Juli 2015)
- Benita „bENITA“ Novshadian (seit Juli 2015)
- Jennifer „refinnej“ Le (seit Juni 2017)
- Emma „Emy“ Choe (seit Juni 2017)
- Cody „cubed“ Thaw (Coach, seit Juni 2017)

ehemalige Spieler
- Christine „potter“ Chi (Juli 2015–Januar 2018)
- Catherine „CAth“ Leroux (Juli 2015–Mai 2016)
- Erik „da_bears“ Stromberg (Coach, Aug. 2016–Feb. 2017)
- Stephanie „missharvey“ Harvey (Juli 2015–Juni 2017)
- Klaudia „klaudia“ Beczkiewicz (Aug. 2016–Juni 2017)

### Super Smash Bros.
Melee
- Kevin „PewPewU“ Toy (seit Juni 2015)
- Zachary „SFAT“ Cordoni (seit Dez. 2016)

Wii U
- James „VoiD“ Makekau-Tyson (seit Juni 2016)

## Erfolge (Auswahl)

### League of Legends

#### CLG (Nordamerika)
| Datum     | Platz   | Turnier                                                      | Preisgeld |
| --------- | ------- | ------------------------------------------------------------ | --------- |
| Okt. 2010 | 1.      | World Cyber Games 2010                                       | 06.000 $  |
| Juni 2011 | 5.      | Riot World Championship – Season 1                           | 03.500 $  |
| Aug. 2011 | 1.      | Intel Extreme Masters Season VI – Global Challenge Köln      | 12.000 $  |
| Aug. 2011 | 1.      | Major League Gaming – Raleigh 2011                           | 12.500 $  |
| Okt. 2011 | 2.      | Intel Extreme Masters Season VI – Global Challenge Guangzhou | 06.000 $  |
| Dez. 2011 | 3.      | World Cyber Games 2011                                       | 06.000 $  |
| März 2012 | 3.      | Intel Extreme Masters Season VI – World Championship         | 08.000 $  |
| Apr. 2012 | 2.      | IGN ProLeague 4                                              | 25.000 $  |
| Juni 2012 | 2.      | Major League Gaming – Spring Championship                    | 12.000 $  |
| Sep. 2012 | 3.      | Riot North American Regional Finals                          | 20.000 $  |
| Okt. 2012 | 9./10.  | Riot World Championship – Season 2                           | 50.000 $  |
| Apr. 2013 | 5./6.   | League Championship Series – Season 3 Spring Playoffs        | –         |
| Sep. 2013 | 5.      | League Championship Series – Season 3 Summer Playoffs        | –         |
| Nov. 2013 | 3./4.   | Intel Extreme Masters Season VI – World Championship         | 05.000 $  |
| Apr. 2014 | 3.      | League Championship Series – 2014 Spring Playoffs            | 15.000 $  |
| Sep. 2014 | 6.      | League Championship Series – 2014 Summer Playoffs            | –         |
| Dez. 2014 | 2.      | Intel Extreme Masters Season IX – Cologne                    | 06.500 $  |
| Apr. 2015 | 5.–6.   | League Championship Series – 2015 Summer Playoffs            | –         |
| Aug. 2015 | 1.      | League Championship Series – 2015 Summer Playoffs            | 50.000 $  |
| Okt. 2015 | 12./13. | Riot World Championship – 2015                               | 35.000 $  |

#### CLG (Europa)
| Datum     | Platz | Turnier                                 | Preisgeld |
| --------- | ----- | --------------------------------------- | --------- |
| Juni 2012 | 1.    | DreamHack Summer 2012                   | 015.000 $ |
| Juli 2012 | 2.    | ESL European Challenger Circuit: Poland | 010.000 $ |
| Aug. 2012 | 3.    | Riot European Regional Finals           | 010.000 $ |
| Aug. 2012 | 2.    | OGN Azubu The Champions Summer 2012     | ~17.590 $ |
| Okt. 2012 | 3./4. | Riot World Championship – Season 2      | 150.000 $ |
| Nov. 2012 | 2.    | DreamHack Winter 2012                   | 012.725 $ |

### Counter-Strike: Global Offensive
| Datum     | Platz | Turnier                                    | Preisgeld |
| --------- | ----- | ------------------------------------------ | --------- |
| Juni 2015 | 4.    | ESL ESEA Pro League Season 1 – NA Division | 013.500 $ |
| Juli 2015 | 3.–4. | ESL ESEA Pro League Season 1 – Playoffs    | 025.000 $ |
| Dez. 2015 | 1.    | Northern Arena 2015                        | 010.000 $ |
| Juni 2017 | 3.–4. | DreamHack Summer 2017                      | 010.000 $ |
| Sep. 2017 | 3.–4. | DreamHack Montreal 2017                    | 010.000 $ |